# Karel Svoboda

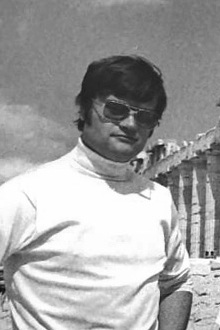
Karel Svoboda, 1969

Karel Svoboda (* 19. Dezember 1938 in Prag; † 28. Januar 2007 in Jevany) war ein tschechischer Komponist. Größere Bekanntheit erreichten vor allem seine Kompositionen für die beliebten Zeichentrickserien Wickie und die starken Männer, Die Biene Maja, Pinocchio und Nils Holgersson sowie für den Märchenfilm Drei Haselnüsse für Aschenbrödel.

## Karriere
Svoboda studierte zunächst Zahnmedizin und wurde in den 1950er-Jahren Mitglied der populären tschechischen Rockband Mefisto. Er komponierte Filmmusiken, Stücke für die Laterna magika in Prag und Titel für viele populäre tschechische Sänger, darunter Schlager für Karel Gott (etwa Einmal um die ganze Welt), Václav Neckář, Helena Vondráčková oder Marta Kubišová. 
In Deutschland wurde Svoboda vor allem durch seine Musik für Filme und Fernsehsendungen bekannt. Er komponierte die Musik zu beliebten Zeichentrickserien wie Wickie und die starken Männer, Čertík Fidibus (Der kleine Teufel Fidibus), Biene Maja, Pinocchio und Nils Holgersson. Bei Biene Maja schrieb er auch das von Karel Gott gesungene Titellied Die Biene Maja; populär war auch das von Mary Roos gesungene Intro-Lied der Zeichentrickserie Pinocchio von 1976. Einen hohen Bekanntheitsgrad besitzen auch seine Kompositionen für tschechische Märchen- und Kinderfilme, allen voran Drei Haselnüsse für Aschenbrödel.
Karel Svoboda erhielt in Tschechien die diamantene Schallplatte für insgesamt mehr als zehn Millionen verkaufte Tonträger.

## Privatleben

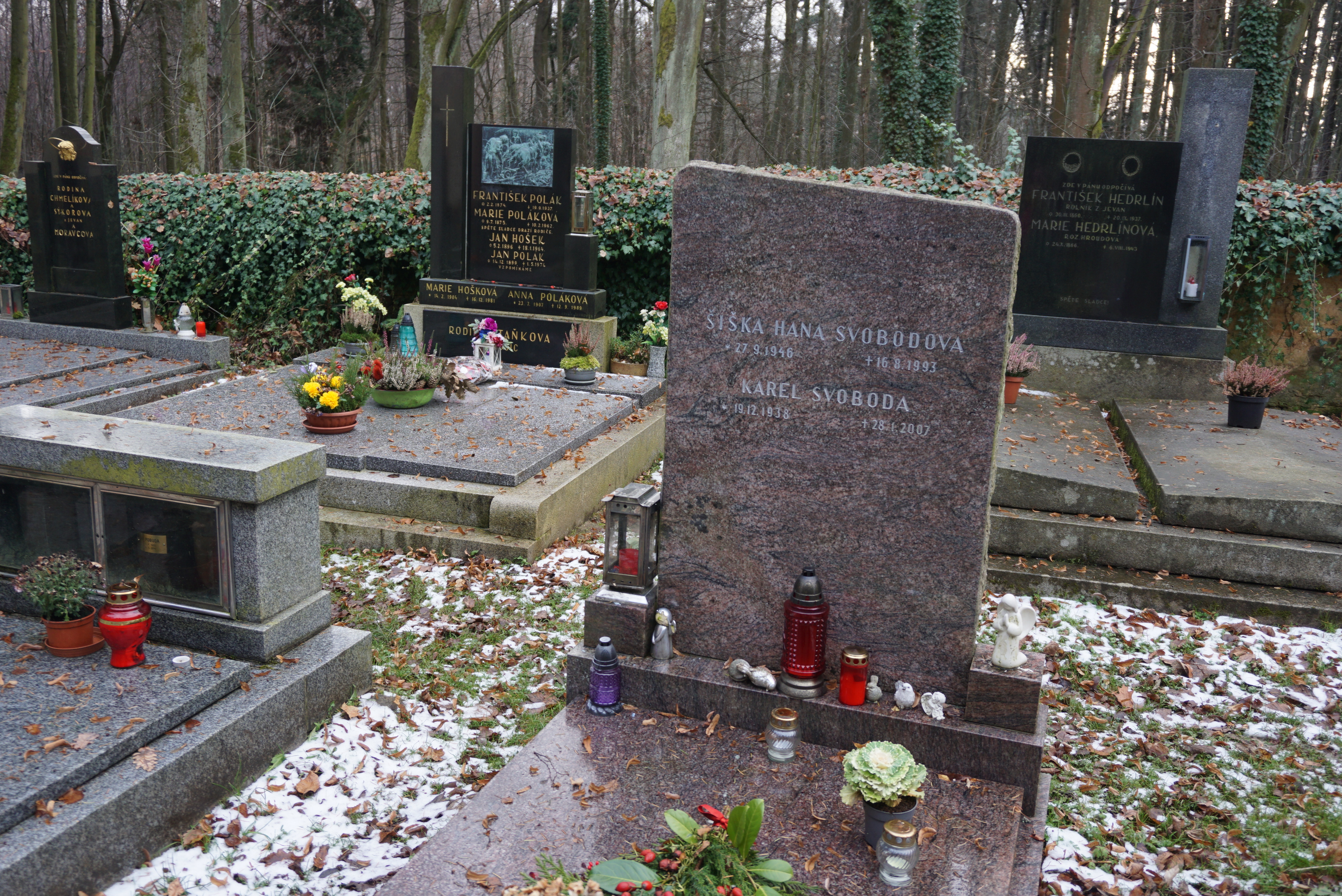
Grab von Karel Svoboda auf dem Friedhof Aldašín

Svoboda hatte wiederholt mit Schicksalsschlägen zu kämpfen: 1993 starb seine erste Ehefrau Hana Bohatová, die er 1969 geheiratet hatte, an Krebs, und im Jahr 2000 seine vierjährige Tochter aus zweiter Ehe an Leukämie. Svoboda selbst überlebte 2002 nur knapp einen Verkehrsunfall.
Am 28. Januar 2007 erschoss sich der 68-jährige Svoboda im Garten seines Hauses in Jevany östlich von Prag. Er hinterließ neben seiner zweiten Ehefrau Vendula seinen knapp zweijährigen Sohn sowie zwei erwachsene Kinder aus erster Ehe. Seine letzte Ruhestätte fand er auf dem Friedhof Aldašín in seinem Wohnort.
Sein jüngerer Bruder, der Ingenieur Jiří Svoboda (13. September 1945–11. März 2004), war ebenfalls als Filmmusik-Komponist und Tontechniker tätig. Er arbeitete oft mit seinem Bruder zusammen.

## Filmografie (Auswahl)
Svoboda komponierte die Musik zu ca. 90 Filmen und Fernsehserien, darunter:
- 1965: Jeder junge Mann (Každý mladý muž)
- 1973: Eine Nacht auf Karlstein (Noc na Karlštejně)
- 1973: Drei Haselnüsse für Aschenbrödel (Tři oříšky pro Popelku)
- 1974: Wickie und die starken Männer (Chiisana Baikingu Bikke)
- 1975: Die Biene Maja (Mitsubachi Maya no bōken)
- 1976: Pinocchio (Pikorīno no bōken)
- 1977: Wie man Dornröschen wachküßt (Jak se budí princezny)
- 1977: El Cantor
- 1979: Per Anhalter in den Tod (Smrt stopařek)
- 1980: Nils Holgersson (Nils no fushigi na tabi)
- 1980: Aber Doktor
- 1980: Das Märchen von Hans und Marie (Pohadka o Honzikovi a Marence)
- 1981: Der kleine Teufel Fidibus (Čertík Fidibus)
- 1981: Sing, Cowboy, sing
- 1981: Ein Engel im Taxi
- 1981: Martin XIII. (Fernsehfilm)
- 1981–1983: Die Besucher (Návštěvníci), Regie: Jindřich Polák (Fernsehserie)
- 1982: Unterwegs nach Atlantis (Fernsehserie)
- 1982: Der Salzprinz (Sol nad zlato)
- 1982: Der fliegende Ferdinand (Létající Čestmír)
- 1983: Tao Tao (Taotao ehonkan sekai dōbutsu-banashi)
- 1988: Zirkus Humberto
- 1988: Jack Clementi – Anruf genügt... (Big Man), Regie: Stefano Vanzina
- 1992: Katja und die Gespenster (Kačenka a zase ta strašidla)
- 1993: Flash – Der Fotoreporter
- 1996: Und keiner weint mir nach, Regie: Joseph Vilsmaier
- 1999: Teuflisches Glück (Z pekla štestí)
- 2006: Rumpelstilzchen – Auf Wache im Märchenwald (Fernsehfilm)
- 2006: Zwerg Nase – 4 Fäuste für ein Zauberkraut, Regie: Cyrill Boss, Philipp Stennert (Fernsehfilm)
- 2006: Rapunzel oder Mord ist ihr Hobby (Fernsehfilm)
- 2006: Rotkäppchen – Wege zum Glück (Fernsehfilm), Regie: Tommy Krappweis

## Musicals
- „Noc na Karlštejně“ (dt. „Nacht auf Karlstein“)
- „Dracula“, 1995, Deutsch von Michael Kunze, Uraufführung: Freitag, 13. Oktober 1995 in Prag, Deutschsprachige Erstaufführung: 30. April 2004, Musicaltheater Basel
- „Monte Christo“, 2000
- „Golem“, 2006, Buch: Zdeněk Zelenka